# Alberto Acuña
Alberto Acuña (Caracas; 14 de diciembre de 1959) es cantautor, músico, locutor y actor hispano-venezolano. Ha actuando al lado de figuras como Vikki Carr, Lani Hall, Melissa, Franco de Vita, Ilan Chester, Oscar de León, Mauricio Silva, Luz Marina, Azabache, Ricardo Montaner. Ha recibido reconocimientos de talla Nacional e internacional como la Musa Dorada-Cantante revelación, Cóndor Dorado de los Andes 1985- cantante y actor del año, Premio Municipal de Canto. Ha encabezado por semanas enteras, las tablas de popularidad de Record Report, gracias a temas como Te toco perder, Sí la vuelvo a ver, Ahora, Como nunca nadie, Te hará falta y Hola, lo que le sirvió estar nominado junto a Franco de Vita y Colina al premio Ronda, prestigioso galardón de la revista del mismo nombre. Se ha presentado en escenarios de Nueva York, Miami, República Dominicana, Panamá, Puerto Rico, Perú, Colombia y México.

## Orígenes
De una Familia netamente musical, su abuelo materno Félix Armas, clarinetista de Música de Cámara y su progenitora Gladys Alicia Armas Vera, mezzo-soprano que hubo de dejar sus estudios de violín a la edad de 8 años por la prematura muerte de Don Félix Armas a los 35 años. Su padre Jesús Alberto Acuña Orta con gran inquietud musical aunque dedicado al comercio y luego a la Política Nacional Venezolana ejerciendo funciones desde Alcalde del entonces Distrito Plaza del Estado Miranda, Diputado a la Asamblea Legislativa y diputado al Congreso por el Partido Social Cristiano COPEI. Es el menor de cuatro hermanos todos amantes de la música.
Comienza a muy temprana edad su preparación musical en Guarenas- Edo Miranda, de la mano del Maestro Antonio María Piñate el cual no dudó incorporarlo a su famoso coro, en el cual su madre era una de las voces solistas desde hace años. Tanto Piñate como el Maestro José Silva le guiaron en sus primeros años en el universo musical.
Poco tardó el Padre Capuchino, Braulio González Roldán, para ir llevándolo paralelamente hacía el renglón popular más exactamente hacia la Gaita Zuliana, creando el grupo “los Navegantes”. De su mano debutó en televisión a los 9 años, en el legendario “Show del Pavo Ledezma”.
Su primer guía en teatro y expresión corporal fue el gran actor español Francisco Ascona López. Aunque con los años su maestra y tutora en la actuación sería Doña Amalia Pérez Díaz.
En 1975 es incorporado como solista al grupo Cristiano "Tijuana Dominus", con cuarenta integrantes y arreglos musicales que revolucionan la hasta ahora ortodoxa celebración de la misa Católica, el Clero de entonces reacciona de forma negativa para los intereses del Grupo y de la Iglesia "Claret" en los Dos Caminos, que los domingos se convertía en una verdadera fiesta de la Fe. El grupo se desintegró y de ellos nació el Conjunto “Vida y Sentimiento” cuyos integrantes eran en un principio Rubén Idler, Melchor Méndez, Moisés De Lima, Santiago Ruiz, Lily Acuña (Hermana de Alberto) y Alberto Acuña. Grupo que dura unos tres años, ya alejado de la música Cristiana, trabajando en banquetes, bodas, grandes celebraciones y pequeños conciertos.

## El Deportista
Ya en el año 1978 comienza profesionalmente su andar por la música (gracias a un permiso especial que concedió el entonces presidente de la Asociación Musical, Manolo Pérez, ya que era menor de edad) el cual lleva a la par con sus estudios académicos y el deporte que es su pasión, destaca desde muy joven como buen voleibolista llegando a grandes logros a nivel nacional. Aunque con el paso de los años, el Béisbol sería junto a la música su manera de ganarse la vida. Jugó en A y AA teniendo en su haber trofeos como Campeón Infielder 1977, Campeón hits 1980, Campeón Triples 1988, Campeón Dobletes, y campeón Catcher 1993. Igualmente se prepara como entrenador en distintos deportes como béisbol, fútbol o voleibol.

## 1980s
Volviendo a la música, en 1978 Acuña es llamado por el gran arreglista y productor argentino Mariano Tito para que sea Cantante y percusionista de su afamada orquesta
Cuando el Maestro Tito decide volver a Argentina. Alex Di Roma gran pianista peruano de renombre internacional, le propone formar un grupo que sería leyenda en la noche bohemia de la Caracas de principio de los 80.

En 1982 Hugo Carregal, gran cantante argentino, tiene que ausentarse de Venezuela, para ir a su tierra natal por problemas familiares relacionados con la guerra de las Malvinas, y deja vacante su plaza de vocalista en el Primer Festival del Ávila en el cual defendería un tema de Pilar Romero y Federico Gattorno. Su Prima paterna, Neyda Perdomo cantante muy cotizada en esos años, le hace saber a Gattorno la posibilidad que Alberto defendiese su obra pese a tener el handicap de su corta edad en relación con el tema de la canción que era sumamente maduro. Pues el 23 de junio de 1982 Jesús Alberto Acuña (que era como lo nombraban en ese entonces) se lleva el primer puesto, con arreglos de un jovencísimo Trino Jiménez. La casa de discos Velvet de Venezuela se interesa enseguida por el cantante. Luis D'ubaldo, Gerente de producción de dicha disquera se apersona la misma primera noche de semifinales, con esta casa de discos liderada por José Pagé logra altas cuotas de ventas gracias a productores de la talla de Sandro Marauda creador de las versiones en castellano de los éxitos de Nicola Di Bari, tales como "Corazón Gitano", "Guitarra suena más bajo".
Rafael Medina como arreglista en sus primeras producciones, Luis Alva exitoso arreglista y productor Peruano, Luis Emilio Mauri, Ascanio Scano, Roldan Peña y Félix Madrigal.
Trabajó con músicos de la talla Alejandro Salas, Lorenzo Barriendos, Gerardo Ubieda, Ricardo Montaner, Olegario Díaz, Iván Velázquez, Jesús Jiménez, Piero Gigante, Iker Gastaminza, Francisco Escuela, Joseíto Romero, Benjamín Brea, Anamaría Correa, Emiro Delgado, Carlos Figueroa, Lewis Vargas, Luis Guillermo González entre otros.

## Debut en televisión
Por coincidencias de la vida, debuta un 23 de junio, pero dos años después, ya como, Alberto Acuña, en Venevisión de la mano de Amador Bendayán en “Sábado Sensacional”. Después del gran éxito que significó su paso por el más importante programa musical de la época, debido a una estrategia llevada por él mismo que consistía en sonar mucho en radio y prensa antes de debutar en Televisión, ya que su casa de discos no tenía relación comercial con ninguna TV como los casos de Love Records, Sono-Rodven (Rodven Discos) o La disquera de RCTV: Sonográfica. Había que pelear con otras armas. Y dio resultado, pero el destino le tenía guardado un trago amargo, a los seis días de su debut tiene un aparatoso accidente llegando de una gira promocional desde el Oriente del país. Se ve muy grave debido a las múltiples fracturas sufridas en su cara. Esto lo aleja del medio televisivo por un valioso tiempo. Tiempo en el cual Velvet de Venezuela hace negociaciones con Sonográfica filial de RCTV eterno competidor de Venevisión. Así es su salida de ese canal que tanto dio a su imagen y que Bendayán luchó hasta lo indecible para que no sucediera, pero las presiones dieron su efecto y a partir de allí todo fue diferente.

## El Actor
Si bien el renglón musical, en RCTV no cubría sus expectativas, en la parte actoral era el mejor sitio para estar. Al lado de su maestra Amalia Pérez Díaz y junto a grandes actores que enriquecían la inquietud de Alberto Acuña; Roberto Moll, Jorge Palacios, Henry Sakka, Chony Fuentes, Catherine Fulop, Franklin Virgüez, Caridad Canelón entre otros. Destacó en varias series como Roberta, Mi amada Beatriz y sus temas fueron incluidos en varias telenovelas como Rebeca, Luisana mía, Selva María, en su emisión internacional así como las redifusiones de Nathaly, La Fiera. etc.
En el Teatro compartió escenario con Haydé Balza, Miguel Alcántara, Guillermo González, Jerry Viscuña, Williams Luque, Ricardo García.
Hizo varias producciones pero las más vendidas sin duda fueron: “Ahora” y “Como nunca nadie” producciones de Sandro Marauda, “Hola” Producción de Luis Alva y Luis Emilio Mauri y “El Comienzo” ya en los años 90 producción de Ascanio Scano, Roldan Peña y Félix Madrigal.
Cumple compromisos internacionales en Estados Unidos, Puerto Rico, Panamá, República Dominicana, Perú, Colombia y México.
Hubo muchos premios como La Musa De Oro 84; Cantante Revelación del año, Cóndor Dorado de los Andes; Cantante del Año, Premio Municipal de Canto, Mara de Oro, entre otros.

## Hombre de radio
En 1992 Charles Arapé y Nelson Belfort le ofrecen encargarse de la Gerencia Nacional de Producción de la Prestigiosa Cadena Radial CNB. Ya que los últimos años se dedica a trabajar como Gerente de Producción de Costera del Sol 89.3 FM y tiempo después en La Primera 100.5 FM con excelentes resultados. Pero luego de un tiempo de reflexión, se reúne de nuevo con Belfort y Arapé para comunicarles su decisión de buscar nuevos horizontes fuera de su Patria.
Hubo varios trabajos periodísticos que fueron publicados en "El Carabobeño" de Valencia, en "La Voz" de Guarenas, "Rutas", "El Diario de Caracas" y Periódicos del Oriente y Sur de Venezuela. Artículos de investigación sobre la Psicología en el Deporte y renglones tan variados como Política, Música y Opinión.

## Telenovelas
- Mabel Valdez, periodista 1979
- Natalia de 8 a 9 1980
- La hija de nadie 1981
- Kapricho S.A. 1982
- Leonela (telenovela) 1983
- La Pasion de Maria 1984
- Marisol (telenovela de 1985) 1985
- Cristal (telenovela) 1985
- La Dama de Rosa 1986
- Maribel (telenovela) 1989
- Mariela (telenovela de 1996) 1996
- El Amor de Raul 2011

## Música en Telenovelas
- y me resisto para la telenovela Rebeca (telenovela de 1985) protagonizado por Tatiana Capote Victor Camara y Franklin Virgüez

## Actualidad
Actualmente vive en España, retirado de la vorágine televisiva. Trabaja musicalmente para el turismo, da clases de vocalización, escribe crónicas de fútbol base para diarios deportivos españoles.
- Datos: Q5662714
- Multimedia: Alberto Acuña / Q5662714